# 圣巴托洛梅 (拉斯帕尔马斯省)
圣巴托洛梅（西班牙語：San Bartolomé），是西班牙加那利群岛拉斯帕尔马斯省的一个市镇，位于兰萨罗特岛中部的东南海岸边。总面积41平方公里，总人口18327人（2018年），人口密度450人/平方公里。